# Ami (trilogia)
Ami è una serie di romanzi di fantascienza scritta dall’autore cileno Enrique Barrios. Racconta la storia di Pierre, un bambino di nove anni (tredici nelle ultime edizioni), che una notte d’estate, mentre trascorre le vacanze sulla costa, riceve la visita di un extraterrestre chiamato Ami. Lungo la trilogia si raccontano i viaggi che Ami e Pierre fanno a diversi pianeti della galassia. Alla fine di ogni viaggio, Pierre ha la missione di scrivere un libro che racconti le sue avventure e le conoscenze acquisite grazie agli insegnamenti di Ami. La trilogia è composta dai romanzi Ami, un amico dalle stelle, Ami ritorna: una promessa dalle stelle ed Ami e le città segrete (in spagnolo Ami, el niño de las estrellas, Ami regresa y Ami 3: Civilizaciones internas). A seguito del successo di Ami, un amico dalle stelle, Enrique Barrios ha deciso di scrivere il libro Ami e Perlita, la cui storia è indipendente dalla trilogia ed è destinata ai bambini. Secondo l’editoriale spagnola Sirio, “quando Enrique Barrios si è reso conto che la sua opera Ami, un amico dalle stelle, forse per il suo titolo, chissà per la sua copertina infantile, attraeva i bambini, che dopo scoprivano la spiacevole sorpresa di poter comprendere soltanto una piccola parte dell’opera —perché Ami non è un libro totalmente infantile—, l’autore si è sentito in debito con i bambini ed ha desiderato poter scrivere qualcosa per loro”.
I libri, fortemente ispirati alle convinzioni del movimento New age, cercano di diffondere valori come l’amore, la pace e la fratellanza, trattando tematiche quali la vita extraterrestre, la reincarnazione e l’unione interplanetaria. Per questo motivo, la trilogia (in particolare il primo libro) è spesso inclusa nei programmi di studio di alcuni paesi latinoamericani, sia nella scuola primaria, sia nella secondaria.
La trilogia, così come altre opere di Enrique Barrios, ha ricevuto diversi premi e riconoscimenti, come la benedizione di Papa Giovanni Paolo II nel 1987 e nel 1988 per Ami, un amico dalle stelle ed Ami ritorna: una promessa dalle stelle, che anche sono stati dichiarati Materiale Didattico dal Ministero dell’Istruzione del Cile con Ami e Perlita. Anche, il libro Il meraviglioso universo della magia ha ricevuto un premio dall’APA (Associazione Psicoanalitica Argentina) nel 1990.

## Romanzi della saga
- Ami, un amico dalle stelle
- Ami ritorna: una promessa dalle stelle
- Ami e le città segrete

## Personaggi principali
Pierre: (in spagnolo Pedro) è un bambino latinoamericano di nove anni (nel primo libro) e protagonista della saga. Vive con sua nonna, con la quale affitta una casa sulla spiaggia quasi ogni estate.
Ami: è un extraterrestre dal pianeta “Bambola Galattica” (in spagnolo: Muñeca Galáctica), che ha il compito di contribuire allo sviluppo evolutivo di diversi pianeti mediante il “Piano di Aiuto”. Nei libri è descritto come basso, con la faccia di un bambino, grandi occhi e un accento strano. Sebbene non sembri avere più di otto anni, nel primo capitolo di Ami, un amico dalle stelle, dice che in fatto ha molti più anni da quelli che Pierre potrebbe credere. Nella sua prima apparizione, Ami indossa un abito bianco di un materiale impermeabile, un paio di stivaletti bianchi con la suola spessa, e un cinturone dorato che ha su ogni lato degli strumenti simili a radioline portatili e al centro una grande fibbia. Sul petto ha un simbolo anche dorato composto da un cuore alato all'interno di un cerchio.

## Trama

### Ami, un amico dalle stelle
Il primo libro della trilogia racconta la storia di Pierre, un bambino di nove anni che, una notte sulla spiaggia, vede una luce rossa che scende dal cielo e cade in mare. Da lì sorge un bambino che si siede accanto a lui e comincia a parlargli. Presto si rivela che in fatto non si tratta di un bambino, ma di un extraterrestre chiamato Ami, che ha il compito di portare Pierre in diversi pianeti e trasmettergli conoscenze, insegnamenti e valori necessari perché il pianeta Terra possa entrare nella Fratellanza Interplanetaria. Il principale di questi insegnamenti è il Principio Fondamentale dell’Universo, secondo cui si regge tutto il cosmo. Alla fine della notte, il viaggio di Pierre volge al termine, e lui deve ritornare a casa con la missione di scrivere un libro che racconti le avventure che ha vissuto con Ami e le conoscenze che ha imparato grazie a lui, per aiutare l'umanità con il suo sviluppo evolutivo.

### Ami ritorna: una promessa dalle stelle
Nel secondo libro della saga, Pierre, che non ha potuto andare in spiaggia in vacanza nell’estate dopo gli eventi del primo libro, decide di andare in campeggio in spiaggia con suo cugino Victor. Lì si ritrova con Ami sulla stessa roccia dell'anno precedente, e comincia così il suo secondo viaggio. Ma in questa occasione ad accompagnarlo c'è Vinka, una ragazzina della stessa età di Pierre, proveniente da un mondo non evoluto chiamato Kia. Sebbene la sua relazione con Pierre ha un brutto inizio, rapidamente cominciano a conoscersi meglio e finiscono per apprezzarsi. Durante la notte, Pierre e Vinka ricevono nuovi insegnamenti da Ami e viaggiano a diversi pianeti, tra di loro Kia, dove incontrano Krato, un montanaro che dà loro una pergamena che dettaglia il modo di ottenere l'amore. Alla fine del loro viaggio Pierre e Vinka devono ritornare a casa e scrivere un secondo libro come un servizio dentro il “Piano di Aiuto” e come condizione per vedere di nuovo Ami l'anno seguente.

## Iniziative
Attraverso il suo sito web personale e quello della fondazione Fundami (entrambi attualmente cancellati) Enrique Barrios ed i suoi lettori si sono dedicati alla diffusione dei messaggi espressi nella trilogia. Anche hanno promosso l’iniziativa “Ami viaggiatore” (in spagnolo "Ami viajero"), che consisteva di lasciare il primo libro della saga (Ami, un amico dalle stelle) in vari spazi pubblici come piazze, caffetterie, sedili della metropolitana, ecc., perché le persone che lo trovassero, potessero leggerlo e lasciarlo di nuovo in un altro spazio pubblico, continuando così con il ciclo di divulgazione. Anche, durante l'anno 2008 è stata fatta la campagna “Doni Ami” (in spagnolo “Done Ami”) in cui, grazie alla collaborazione dei lettori, sono state inviate 1613 copie di Ami, un amico dalle stelle a diversi scuole, carceri e riformatori del mondo ispanico, con lo scopo di “cambiare il destino dei ragazzi e delle ragazze fuorviati che, invece di andare per il cammino della droga o della delinquenza, oppure se già sono in prigione, potrebbero diventare brave persone, aiutati da Ami, da Lei e da noi”.

## Polemiche
Alcune organizzazioni e gruppi di genitori hanno espresso la loro preoccupazione per i contenuti dei libri ed hanno criticato il loro forte carico tematico legato al movimento New age. Il dottore in filosofia Luis Eduardo Cantero, nel suo articolo accademico La nuova era: Il paradigma della “nuova spiritualità”. Un'analisi del fenomeno dalle scienze sociali e teologiche fa menzione di Enrique Barrios e dei suoi libri, specialmente di Ami, un amico dalle stelle. In detto articolo, afferma che l’autore “cerca di ottenere una svalutazione della famiglia e degli adulti, accusandoli di essere colpevoli di tutto ciò che è sbagliato nel mondo e di essere i nemici dei bambini”. A sua volta, sostiene che “Barrios completa questo pensiero New age incitando i bambini a non pensare né a ragionare”.